# Magická hlubina
Magiská hlubina (v originále Le Grand Bleu) je francouzsko-italský hraný film režírovaný Lucem Bessonem z roku 1988.
Film je volně založen na osudech Jacquese Mayola a Enza Maiorcy, slavných šampionů ve volném potápění a také na dětství Luca Bessona. Film zahájil filmový festival v Cannes.

## Děj
V Řecku v 60. letech se mladý Francouz Jacques Mayol rád potápí. Ital Enzo Molinari s ním soupeří. Po nehodě při potápění Jacquesův otec umírá a mladý chlapec opouští ostrov.
O více než 20 let později Enzo nezapomněl na Jacquese a jejich rivalitu. Ital udělá vše pro to, aby ho přilákal na mistrovství světa ve freedivingu No Limit v Taormině na Sicílii. Mezitím se Jacques v Peru seznámil s krásnou Newyorčankou Johanou Bakerovou. Rychle propadne jeho kouzlu a podaří se jim, aby ji její zaměstnavatel poslal na Sicílii.

## Obsazení
| Jean Reno              | Enzo Molinari        |
| Jean-Marc Barr         | Jacques Mayol        |
| Rosanna Arquette       | Johana Baker         |
| Jean Bouise            | strýc Louis          |
| Paul Shenar            | Dokror Laurence      |
| Marc Duret             | Roberto Molinari     |
| Sergio Castellitto     | Novelli              |
| Griffin Dunne          | Duffy                |
| Andréas Voutsinas      | ortodoxní kněz       |
| Valentina Vargasová    | Bonita               |
| Jacques Lévy           | lékař na lodi        |
| Pierre Semmler         | Franck               |
| Kimberly Beck          | Sally                |
| Luc Besson             | potápěč na soutěži   |
| Bruce Guerre-Berthelot | mladý Jacques Mayol  |
| Gregory Forstner       | mladý Enzo Molinari  |
| Claude Besson          | otec Jacquese Mayola |
| Alessandra Vazzoler    | Enzova matka         |
| Constantin Alexandrov  | správce Marinelandu  |
| Paul Herman            | americký taxikář     |

## Ocenění
- César: film získal ocenění za nejlepší filmovou hudbu (Éric Serra), nejlepší zvuk (Pierre Befve, Gérard Lamps a François Groult) a nominace v kategoriích nejlepší film (Luc Besson), nejlepší režie (Luc Besson), nejlepší kamera (Carlo Varini), nejlepší herec (Jean-Marc Barr), nejlepší herec ve vedlejší roli (Jean Reno) a nejlepší plakát
- Cena Národní filmové akademie: Cena akademie pro Luca Bessona